# 文烈宏
文烈宏（1969年12月—），中国大陆黑道人士，被称为“文三爷”、“长沙赌王”，湖南省长沙市望城区桥驿镇民福村人。湖南省公安厅原常务副厅长周符波等多名官员是其“保护伞”。他曾领导和组织黑社会性质团伙，自2010年2月起，在长沙市有组织地非法高利放贷和开设赌场，采取故意伤害、非法拘禁、寻衅滋事、聚众斗殴、敲诈勒索、强迫交易等手段暴力讨债，实施有组织违法犯罪60余起，并通过行贿等手段拉拢、腐蚀多名国家工作人员为其提供非法保护。
2019年1月15日，因犯组织、领导黑社会性质组织罪，诈骗罪，行贿罪，敲诈勒索罪，寻衅滋事罪，强迫交易罪，开设赌场罪，聚众斗殴罪，非法拘禁罪，赌博罪，脱逃罪，故意伤害罪，破坏生产经营罪，非法占用农用地罪，妨害作证罪等15罪，数罪并罚，被常德市中级人民法院判处无期徒刑。
电视剧《扫黑风暴》高明远的原型人物。